# أغاوام
أغاوام (ماساتشوستس) (بالإنجليزية: Agawam, Massachusetts)‏ هي مدينة تقع في الولايات المتحدة في مقاطعة هامبدن (ماساتشوستس). يقدر عدد سكانها بـ 28,438 نسمة ومساحتها 62.8 كم2 وترتفع عن سطح البحر 27 متر.

## أعلام
- تشارلي ألدريش
- فرانك روسو
- جورج رادين